# Даудзева (станция)
Да́удзева (латыш. Daudzeva) — железнодорожная станция в Даудзесской волости Яунелгавского края Латвии, на линии Елгава — Крустпилс.

## История
Станция IV класса Даудзевас открыта в 1904 г. при сдаче в эксплуатацию Московско-Виндавской железной дороги. Станция располагалась на земле, отчуждённой из имения Даудзевас, принадлежавшего бывшему послу России в Берлине графу П. А. Шувалову. Во время Первой мировой войны станция находилась на территории, оккупированной немецкой армией. 13 апреля 1916 года, при поддержке зенитной артиллерии на станцию Даудзева был осуществлён налёт российского четырёхмоторного бомбардировщика «Илья Муромец». В составе экипажа самолёта был моторист Марсель Пля (фр. Marcel Pliat), родом из французской Полинезии. Во время боя бомбардировщик был сильно повреждён, и ремонт, произведённый Пля во время полёта, позволил машине благополучно приземлиться. После боя все члены экипажа были награждены и повышены в звании, в том числе Марсель Пля был награждён Георгиевским крестом и получил звание фельдфебеля. В октябре 1919 г. во время боевых действий Павла Бермондта-Авалова в Латвии, близ станции Даудзева произошёл бой между батальоном Рикхофа из состава «немецкого легиона» и частями латвийской армии..
После становления Латвийской республики станция долгое время служила связующим звеном с узкоколейной сетью Виесите.